# أريان (سفينة)
أريان (بالفرنسية: Ariane) كانت فرقاطة فرنسية مسلحة بـ 40 مدفعًا، وهي السفينة الرائدة في فئتها.

## الخصائص التقنية
- الإزاحة: حوالي 1,500 طن.
- الطول: 48 مترًا.
- العرض: 12 مترًا.
- الغاطس: 5.8 أمتار.
- السرعة: 13 عقدة بحرية (24 كم/س).
- التسليح: 40 مدفعًا (مدافع 18 مدقة على السطح الرئيسي ومدافع أخف على الأسطح العليا).
- الطاقم: حوالي 300–350 فرد[2].

## الخدمة
كُلّفت أريان في 9 يناير 1812 تحت قيادة القبطان جان باتيست هنري فيرتييه. بين 21 فبراير و17 مايو 1812، شاركت أريان في سرب فرنسي مكوّن من الفرقاطتين أريان وأندرومك (Andromaque)، بالإضافة إلى البارجة الصغيرة ماملوك (Mameluck)، في عمليات إغارة على السفن التجارية في المحيط الأطلسي. تمكنت هذه القوة من الاستيلاء على عدد كبير من السفن البريطانية والأمريكية وأحرقتها جميعًا، باستثناء سفينتين:
- السفينة Patent (القبطان: مكماستر)، والتي استخدمت كـ"سفينة تبادل أسرى" (Cartel) حيث وُضع عليها الأسرى البريطانيون، ووصلت إلى بليموث في 24 مايو.
- السفينة الأمريكية Woodrop (القبطان: سيمز)، والتي أرسل عليها الأسرى الأمريكيون إلى الولايات المتحدة.

## المعركة والنهاية
أثناء عودتها إلى لورين، واجه السرب الفرنسي سفينة الخط البريطانية HMS Northumberland ذات 74 مدفعًا بقيادة الكابتن هنري هوثام. في معركة 22 مايو 1812، حاولت الفرقاطتان أريان وأندرومك الهرب لكنها جنحت. ولمنع وقوعها في يد البريطانيين، قام الطاقم بإشعال النار فيهما وتدميرهما.

## الجدول الزمني
| التاريخ                  | الحدث                                                                           |
| ------------------------ | ------------------------------------------------------------------------------- |
| 1811                     | إطلاق الفرقاطة أريان.                                                           |
| 9 يناير 1812             | دخول الخدمة تحت قيادة القبطان جان باتيست هنري فيرتييه.                          |
| 21 فبراير – 17 مايو 1812 | عمليات إغارة ناجحة على السفن التجارية البريطانية والأمريكية.                    |
| 22 مايو 1812             | جنوح الفرقاطة أثناء محاولتها الهرب من HMS Northumberland، وإحراقها لتجنب أسرها. |